# خژانوو (استان اشوی‌داشکسیه)
خژانوو (به لهستانی: Chrzanów) یک منطقهٔ مسکونی در لهستان است که در گمینا پاتسانوو واقع شده‌است. خژانوو ۲۴۱ نفر جمعیت دارد.